# Max Meckel
Maximilian Emanuel Franz Meckel (Dahlen, Mönchengladbach, 28 de novembro de 1847 – Freiburg im Breisgau, 24 de dezembro de 1910) foi um arquiteto alemão. Entre 1865 e 1868 seguiu uma aprendizagem como pedreiro e canteiro no estudo do mestre de obras da Catedral de Colônia, o arquiteto Vincenz Statz, um primo de sua mãe. Sua obra arquitetônica compreende mais de 157 obras e projetos, 100 deles sendo edifícios religiosos católicos. A partir de 1900 até sua morte em 1910 teve um escritório de arquitetura juntamente com seu filho, o arquiteto Carl Anton Meckel.
Está sepultado no Hauptfriedhof Freiburg im Breisgau.